# Грони
Гро́ни (бел. Гроні) — посёлок в составе Черноборского сельсовета Быховского района Могилёвской области Республики Беларусь.

## Географическое положение
Расположен перпендикулярно шоссе Могилев-Бобруйск.
Основан между 1926 и 1930 гг.

## Население
- 2010 год — 28 человек